# ZALA VTOL
ZALA VTOL — российский беспилотный летательный аппарат, конвертоплан. Разработчик — концерн «Калашников».

## Общие сведения
БПЛА-конвертоплан ZALA VTOL впервые продемонстрирован на выставке IDEX 2021 в Абу-Даби (ОАЭ) в феврале 2021 года.
Главной особенностью БПЛА гибридного типа ZALA VTOL является совмещение качеств БЛА самолётного типа и конвертоплана. При этом можно легко менять конфигурацию БЛА в зависимости от решаемых задач и условий, в которых их необходимо выполнять. Например, при переходе из самолётного режима в режим конвертоплана к обычным крыльям крепятся четыре штанги с пропеллерами. Таким образом, в одном беспилотнике совмещены две аэродинамические схемы. Благодаря гибридности конструкции беспилотник можно запускать и с неподготовленных площадок, в том числе в городской среде. В самолётном варианте посадка осуществляется с помощью парашюта.
Разработчик сообщает, что БЛА ZALA VTOL позволяет максимально уменьшить роль человеческого фактора, а также количество применяемой и обслуживаемой техники при выполнении лётных заданий. Полётные процессы нового беспилотника можно полностью автоматизировать.
Это достигается за счёт использования мощного бортового компьютера ZX1. Компьютер с алгоритмами работы искусственного интеллекта в состоянии анализировать собираемые данные непосредственно на борту. По команде оператора фотоизображения или видеоматериалы в Full HD могут передаваться на наземную станцию управления.
Дрон может передавать одновременно два видеопотока (видеокамера — Full HD и инфракрасная камера — HD). Имеется функция автоматического сопровождения целей и зашифрованный твёрдотельный накопитель для хранения отснятой информации общей ёмкостью 500 Гб. ZALA VTOL снабжён двумя фотокамерами: 24 Мп (встроенная) и 42 Мп (элемент целевой нагрузки).
ZALA VTOL можно использовать в военных и гражданских целях.

## Технические характеристики
- Размах крыльев — 2,85 м
- Максимальный взлётный вес — до 10,5 кг
- Максимальная скорость — 110 км/ч
- Длительность полета — 2 часа (конвертоплан), 4 часа (самолëтная схема)